# Robert Remak

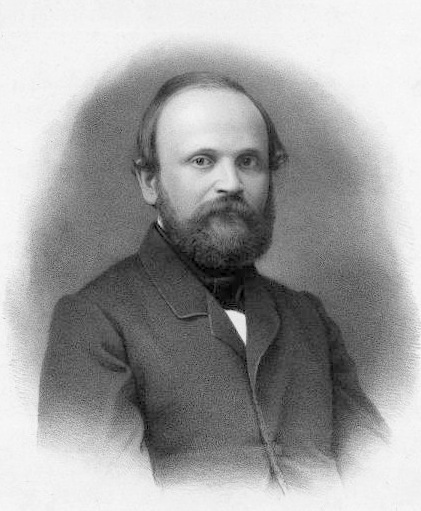
Robert Remak na litografii Georga Engelbacha (1817-1897)

Robert Remak (ur. 26 lipca 1815 w Poznaniu, zm. 29 sierpnia 1865 w Bad Kissingen) – polski i niemiecki lekarz, żydowskiego pochodzenia; embriolog, histolog, fizjolog i neurolog. Twórca nowoczesnej embriologii. Odkrył, że wszystkie komórki pochodzą od innych komórek. Z jego nazwiskiem związane są włókno osiowe Remaka, pasmo Remaka, włókna Remaka, zwój Remaka, prawo Remaka-Virchowa. Członek zagraniczny Towarzystwa Lekarskiego Warszawskiego od 1841, Towarzystwa Lekarskiego Wileńskiego od 1848.

## Życiorys
Urodził się 26 lipca 1815 w Poznaniu, jako syn kupca Salmona Meyera Remaka i Frederike z domu Caro. Miał starszą siostrę (Lowenfeld) i trzech braci (Gustav Remak, niemiecki prawnik, zm. 1886, pracował w Filadelfii; Stefan Remak (1821-1890), Stanilas Remak, zm. 1910). Uczył się najpierw w gimnazjum św. Marii Magdaleny w Poznaniu, ukończył je w 1833 roku. Następnie studiował na Uniwersytecie Fryderyka Wilhelma w Berlinie. Jego nauczycielami byli Johannes Peter Müller (1801-1858), Christian Gottfried Ehrenberg (1795-1876) i Johann Lukas Schönlein. Jako student zaczyna pracować w pracowni anatoma i profesora fizjologii Jana Müllera. Pracował też w prosektorium u Froriepa wydał w 1836 swoją pierwszą prace o budowie nerwów mózgowo-rdzeniowych. W tym samym czasie, w którym prowadził badania mikroskopowe u Jana Müllera brał udział w pracach kliniki pediatrycznej Bareza gdzie zetknął się ze strupniem woszczynowym. W 1839 zaaplikował o pozycję wykładowcy w Uniwersytecie Wileńskim. 3 maja 1841 zaczyna uczyć w swoim prywatnym mieszkaniu Leipziger Strase 18 w Berlinie. W 1840 roku opublikował Uwagi nad wskazaniami do wyniszczenia wyrośli rakowych i nierakowych w Pamiętniku Towarzystwa Lekarskiego Warszawskiego. W 1841 roku nadzorował tłumaczenie podręcznika dla akuszerek z języka niemieckiego. W 1843 zostaje członkiem Towarzystwa Lekarskiego Warszawskiego.
W czerwcu 1847 dostał stanowisko w Uniwersytecie Berlińskim jako Privatdozent. W 1848 roku jego trzej bracia emigrują do Stanów Zjednoczonych ze względów politycznych.
Wydział Lekarski Uniwersytetu Jagiellońskiego na zebraniu 5 grudnia 1839 starał się pozyskać Roberta Remaka na kierownika katedry anatomii patologicznej, patologii ogólnej i semiotyki i w 20 listopada 1850 dziekan wydziału lekarskiego proponował Remakowi tę pozycję. 19 stycznia 1859 został profesorem nadzwyczajnym w Uniwersytecie Berlińskim (extraodinarius).
Studentami Remaka byli m.in. Wilhelm His i Rudolph Albert von Kölliker.
Ożenił się z Feodorą Meyer (1828-1863), córką Eli Joachima Meyera (1780-1849), berlińskiego bankiera, i Betty Abraham (1788-1839). Umarł 2 lata po śmierci swojej żony pozostawiając szesnastoletniego syna Ernsta Juliusza Remaka (1849-1912) również lekarza neurologa. Miał też syna Friedricha Remaka ur. 1857. 1 września został pochowany na cmentarzu żydowskim w Berlinie.
Po jego śmierci wspomnienia i nekrologi ukazały się w kilku czasopismach medycznych.
W kolejnych latach opracowania biograficzne na jego temat napisali Chorożycki, Higier, Motty, Papez, Schmiedebach, Pearce, Otis i Lagunoff.

## Dorobek naukowy
Opublikował około 150 artykułów (patrz Dzieła Roberta Remaka).

### Observationes Anatomicae et Microscopicae de Systematis Nervosi Structura
W drugiej połowie 1837 roku Remak przedstawił pracę doktorską Observationes Anatomicae et Microscopicae de Systematis Nervosi Structura. Na oponentów pracy doktorskiej zaprasza Mianowskiego, Bentkowskiego i kandydata praw Czapskiego; dysertację poświęca Alfredowi Bentkowskiemu. Napisana po łacinie i obroniona przez Remaka 30 stycznia 1838 roku została po uzupełnieniu wydana w następnym roku po polsku pod tytułem O budowie nerwów i zwojów nerwowych w 1839 roku w Pamiętniku Warszawskiego Towarzystwa Lekarskiego (rozprawa ta również wyszła w odbitce). Remak opisuje włókno osiowe i osłonkę rdzeniową (myelinową) nerwów i podkreśla fakt istnienia nerwów bez osłonki rdzeniowej (nerwy bezrdzenne). Osiowe włókno nerwowe opisane przez Remaka zostało następnie nazwane "axencylinder" w literaturze niemieckiej (neuryt) przez Jana Purkyně. Praca ta była istotnym przyczynkiem w powstaniu teorii neuronu.
We wstępie do polskiego wydania Remak pisze do "rodaków":

Zadziwi moze niejednego z czytelników, gdy w czasopiśmie, do tego czasu prawie wyłącznie samemi praktycznemi przedmiotami się zajmującem, spostrzeże rozprawę ściśle fizjologiczną; niejeden zapewne to ulubione pytanie sobie zada: czyli w ogólności tak nazwane teoretyczne nauki do dalszego rozwijania praktycznej medycyny są koniecznemi? Prawa, że na te i tym podobne wątpliwości wcalebym zważać nie potrzebował i mógł przestać na przeciwnem przekonaniu większej części lekarzy; ale, chcąc uświadomić rodaków o postępach, które w nowszym czasie nasze wiadomości o wewnętrznej budowie układu nerwowego przez spostrzezenia innych i moje poczyniły, idzie mi o rozproszenie przesądów, które u znacznej liczby praktyków do tego czasu panują, i o wzbudzenie upodobania w badaniach fizjologicznych.

Edward Flatau w 1899 roku notuje: Dość ważnym dla historji medycyny polskiej jest fakt, iż Remak, jeden z największych histologów i nerwopatologów urodził się w Poznaniu 1815 r. i że ogłosił swą podstawową pracę w polskim języku. Te dane historyczno biograficzne zawdzięczam synowi jego, prof. Remakowi w Berlinie, który też był łaskaw ofiarować mi egzemplarz tej epokowej pracy w języku polskim.
Hieger wspomina Opowiadal mi w swoim czasie w 1900 roku Dr. Edward Flatau, kiedy u nas w Warszawie osiadł, że podczas wieloletniego swojego pobytu na studiach w Berlinie bliżej się zapoznał z synem Roberta Remaka, profesorem neuropatologii berlińskiej, autorem wielu prac wartościowych, zwłaszcza z kliniki i semiotyki obwodowego układu nerwowego. Ten mu wielokrotnie opowiadał – co było Flatauowi i prawie wszystkim lekarzom polskim niewiadome, że ojciec jego, współrodak i współwyznawca Flataua, pochodził z Poznania, że chełpił się; swoimi pracami naukowymi, pisanymi w języku polskim i ogłoszonymi w pismach warszawskich i krakowskich i że jako święte relikwie w ogromnym księgozbiorze swoim "na honorowym miejscu w drogiej oprawie" z pietyzmem przechowywał u siebie.

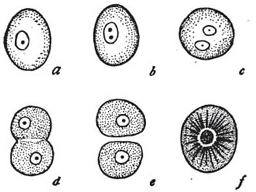
Podział komórki według Remaka

### Wszystkie komórki pochodzą od komórek
Około 14 publikacji Remaka bezpośrednio dotyczy badań podziału komórki.
W artykule z 1852 dał początek poglądowi, że komórki powstają za pomocą podziału z istniejących komórek i zrewidował poglądy Schwanna; odkrycie to było powszechnie przypisywane Rudolfowi Virchowowi. Obecnie uważa się, że Virchow potwierdził wyniki Remaka. Istnieją także sugestie, że prace Virchowa były plagiatem prac Remaka. Remak uważał, że wszystkie komórki tworzą się przez podział i sugerował, że tkanka patologiczna jest także związana z podziałem komórek.
Jako pierwszy wykazał, że w rozwoju embrionalnym powstają trzy listki zarodkowe, a nie cztery, jak postulował Karl Ernst von Baer.
Badał układ wegetatywny człowieka; w 1844 opisał zwój sercowy, dawniej nazywany zwojem Remaka. W 1838 opisał niezmielinizowane włókna nerwowe.
Remak dowiódł, że aksony motoneuronów rdzenia kręgowego przechodzą bezpośrednio do przedniego korzenia i do nerwu odwodowego.
W 1848 Remak odkrył, że w sercu żaby znajdują się grupy nerwów.

### Grzybica woszczynowa
Historia odkrycia grzybicy woszczynowej (tinea favosa, favus) datuje się w 1837 roku, kiedy Remak stwierdził w tarczkach grzybicy woszczynowej nitki podobne do pleśni. Przyjaciel Remaka z Poznania Ksawery Hube (1817-1837) wykorzystał część jego obserwacji w pracy doktorskiej o skrofułach. Charakterystykę morfologiczną grzyba podał po raz pierwszy szwajcarski botanik Schöenlein w 1839 roku. Choroba dotyczy owłosionej skóry głowy, a także skóry gładkiej. Zakażenie przenosi się z człowieka na człowieka drogą bezpośrednią lub pośrednią przez przybory toaletowe, nakrycia głowy i inne. Grigoriaki wymienia Remaka jako pierwszego odkrywcę grzybów krytopłciowych. Remak w 1845 publikuje monografię i opisuje Achorion schoenleinii, który jest najczęściej przyczyną grzybicy woszczynowej skóry głowy.